# 国鉄モニ53形電車
モニ53形は、かつて日本国有鉄道（国鉄）に在籍した旧形電車である。車体長17m級両運転台形荷物制御電動車であるが、出自の異なる3種が存在する。1953年（昭和28年）6月1日に実施された称号規程改正（改番）により、いずれもモニ13形（2代）に改称された。
1. 53001 : オリジナルのモニ53形で、1937年（昭和12年）度に火災により焼失した木造荷物車を鋼体化により復旧したもの。詳細は、国鉄50系電車#モニ53形を参照のこと。
2. 53002 - 53016 : 1948年（昭和23年）および1950年（昭和25年）に、モハ34形・モハ33形を荷物車に改造したもの。詳細は、国鉄33系電車#荷物電車への改造を参照のこと。
3. 53020 - 53023 : 1952年（昭和27年）に、木製車の鋼体化改造により製作されたグループ。同形車は翌年にかけて14両が追加改造されたが、こちらは新形式のモニ13形（13024 - 13037）で就役している。詳細は、国鉄50系電車#モニ53形を参照のこと。